# Bumhpa Bum
Bumhpa Bum är ett berg i Myanmar.   Det ligger i regionen Kachin, i den norra delen av landet, 800 km norr om huvudstaden Naypyidaw. Toppen på Bumhpa Bum är 3 411 meter över havet.
Terrängen runt Bumhpa Bum är huvudsakligen bergig. Bumhpa Bum är den högsta punkten i trakten. Trakten runt Bumhpa Bum är nära nog obefolkad, med mindre än två invånare per kvadratkilometer. I omgivningarna runt Bumhpa Bum växer i huvudsak blandskog.